# Потина
Потина (на латински: Poto – „пия“) е римска богиня, спадаща към кръга на т. нар. божества-настойници, чиято основна задача е да се грижат за новородените и малките деца. Потина помага на детето да се научи да пие и се грижи то да не се задави.
Към този кръг божества в римския митологичен пантеон спадат още богините Едулия, Кубина, Левана, Статилина и Фабулина – смята се, че всички те са древни италийски божества, наследени от римляните.